# Grupo Escolar San Fernando
El Grupo Escolar San Fernando (oficialmente Colegio de Educación Infantil y Primaria San Fernando) es un centro de educación primaria situado en el barrio de La Circular (calle del Padre Claret esquina con calle de la Estación) de la ciudad española de Valladolid. 

## Descripción
Edificio realizado según el proyecto de Joaquín Muro en 1932, aunque su construcción se retrasará hasta 1948 siguiendo los postulados del movimiento moderno con la claridad y expresividad de su composición y funcionalidad. La fachada es mixta, de ladrillo visto y enfoscado formando bandas horizontales, con una decoración sobria propia de la arquitectura racionalista.
Consta de cuatro edificios: el de la escuela propiamente dicho, de cuatro plantas, con estructura de muros de carga y planta organizada en dos crujías, siendo la principal en la que se ubican las aulas exteriores a la calle y la interior, más estrecha, de distribución. El patio en cubierta, supone una interesante aportación. Los otros tres edificios son de menor entidad, de una sola planta y destinados respectivamente a vivienda del conserje, centro escolar y servicios de aseos del patio, este último demolido. Se encuentra rehabilitado, en buen estado de uso y conservación.
El edificio se encuentra incluido en el registro DoCoMoMo con nivel "A".